# Peter C. Whybrow
Peter C. Whybrow – amerykański psychiatra i naukowiec w zakresie nauk biologii behawioralnej. Jest przewodniczącym psychiatrii na Uniwersytecie Pensylwania.
W roku 2005 opublikował książkę American Mania: When More Is Not Enough. Została ona uznana przez Los Angeles Times za bestseller oraz nagrodzona przez amerykańskie Narodowe Stowarzyszenie Chorób Psychicznych. Książka stanowi prowokacyjną neurobiologiczną analizę jednostkowych i społecznych zachowań, dzięki którym gospodarka wolnorynkowa utrzymuje równowagę. Zdaniem autora równowaga ta jest zagrożona, gdyż dziś Amerykanie znaleźli się na skraju psychicznego i fizycznego wyczerpania.
Whybrow, patrząc z perspektywy psychiatry i ewolucjonisty, wskazuje na radykalną dysfunkcjonalność współczesnego „amerykańskiego snu”. Zdaniem Whybrow'a cena sukcesu Ameryki jest zbyt wysoka – Amerykanie są wyeksploatowani, zaniedbani, pogrążeni w długach, cierpią na brak czasu i choroby cywilizacyjne.
Spojrzenie to bliskie jest temu, jakie prezentuje ekonomista Jeremy Rifkin w swojej publikacji Europejskie marzenie. Jak europejska wizja przyszłości zaćmiewa American Dream.